# Đài Đồng Tước

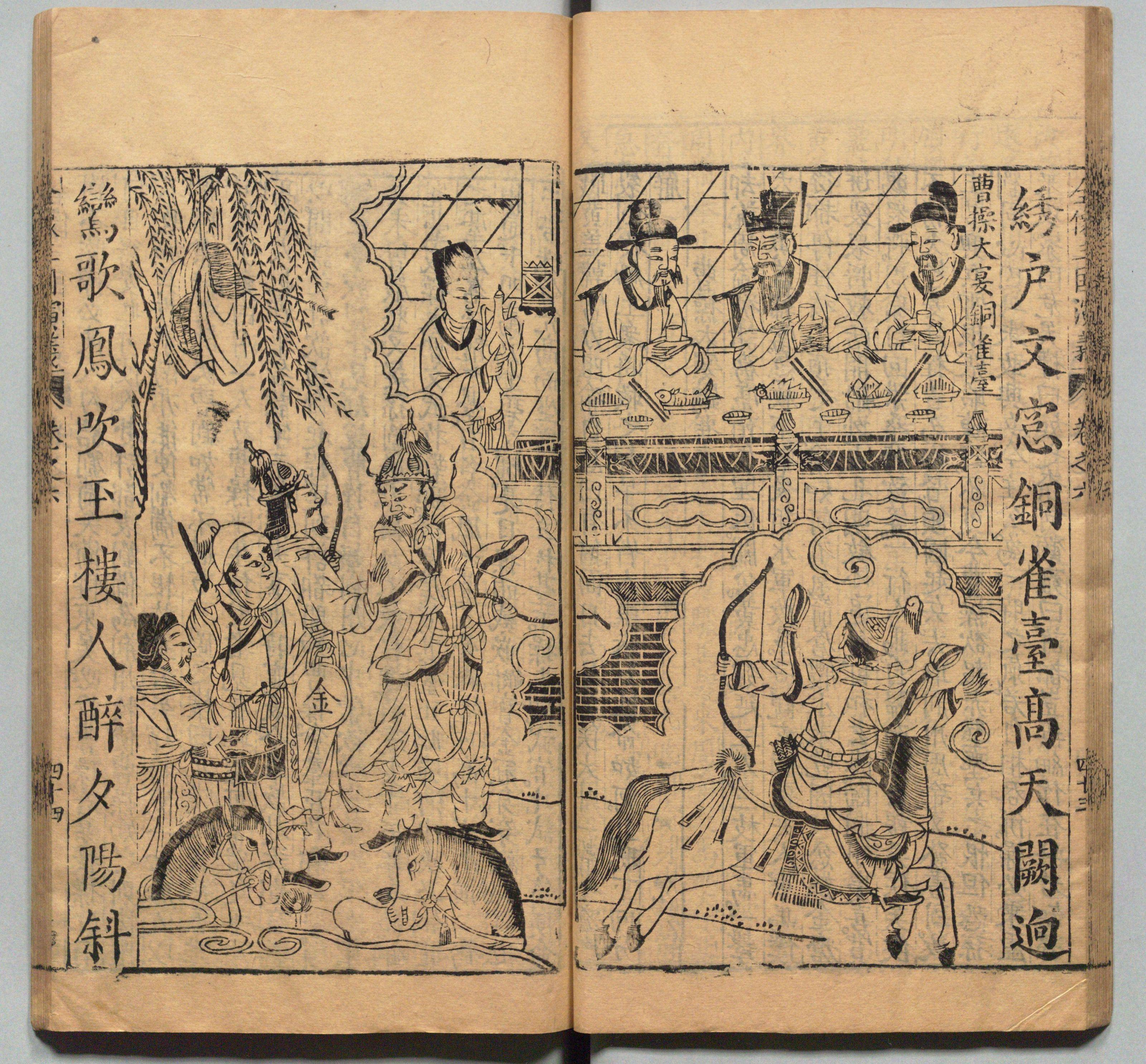
Tào Tháo tổ chức yến tiệc ở đài Đồng Tước. Ảnh minh họa trong tác phẩm Tam quốc diễn nghĩa của La Quán Trung.

Đài Đồng Tước (phồn thể: 銅雀臺; giản thể: 铜雀台; bính âm: Tóngquètái) là một công trình do Tào Tháo cho người xây dựng vào năm 210 ở Nghiệp Thành thuộc Hán. Mặc dù đã bị phá hủy vào năm 577, tòa đài vẫn giữ một vị trí trong văn hóa Trung Quốc thông qua mối liên hệ với Tào Tháo. Đây cũng là chủ đề của nhiều bài thơ phú và đóng vai trò như nguồn cảm hứng cho các phương tiện giải trí hiện đại.

## Lịch sử

### Tào Tháo
Nghiệp Thành nằm bên dòng Chương giang, là căn cứ của Viên Thiệu. Sau khi đánh bại Viên Thiệu, Tào Tháo chiếm thành trì này ở trận Nghiệp Thành (204), xây dựng nơi đây làm chỗ ở chính. Do nhiều năm chiến loạn đã phá hủy vùng nội thành, Tào Tháo tiến hành tái thiết Nghiệp theo khuôn mẫu của một kinh đô. Tháo khởi xướng một số công trình, đào kênh quanh và trong thành để phục vụ tưới tiêu, thoát nước và xây Văn Xương điện, về sau trở thành trung tâm quần thể cung điện ở Nghiệp. Một trong số các công trình mà Tháo khởi xướng có đài Đồng Tước, được dựng lên vào năm 210 ở góc tây bắc của thành. Đến năm 213, lại xây thêm hai đài nữa là Kim Hổ ở phía nam và Băng Tỉnh ở phía bắc. Ba đài này được gọi chung là tam đài.
Theo ghi chép, đài Đồng Tước cao 10 trượng (23 mét), hai đài còn lại mỗi đài cao 8 trượng (18 mét). Các chuyên gia thời hiện đại đo được nền của đài Đồng Tước và đài Kim Hổ là 122 mét từ bắc xuống nam và 70 mét từ đông sang tây. Trên đỉnh mỗi đài có các đình với hơn trăm phòng. Theo Chiêu Minh văn tuyển, Đồng Tước có 101 phòng, Kim Hổ có 109 phòng còn Băng Tỉnh có 145 phòng. Các đài được nối với nhau bằng cầu trên cao, ngoài ra còn có một lối đi dẫn từ các đài ra tới nội thành. Dưới mỗi đài là nơi cất trữ ngũ cốc, muối, nước, nhiên liệu và than chì, riêng đài Băng Tỉnh còn chứa cả băng. Xung quanh các đài có Đồng Tước viên, hay còn gọi là Tây viên do nằm ở phía tây cung điện. Khu vườn này chiếm toàn bộ góc tây bắc của Nghiệp Thành.
Tên gọi "Đồng Tước" gợi lên kinh đô Trường An của nhà Tây Hán vì nó ám chỉ đến những dấu hiệu tốt lành trong một bài hát cổ: "Trường An thành tây song viên khuyết, thượng hữu nhất song đồng tước túc, nhất minh ngũ cốc sinh, tái minh ngũ cốc thục". Kim Hổ đài được đặt tên theo hổ phù mà Hán Hiến Đế ban cho Tào Tháo vào năm 213.

### Thời kỳ Lục triều
Năm 220, Tào Tháo mất, con là Tào Phi buộc Hán Hiến Đế thoái vị, mở đầu nhà Tào Ngụy. Dù kinh đô triều Ngụy đã dời về Lạc Dương, Nghiệp Thành vẫn được xem là "kinh đô phía bắc" thứ hai của nước này. Đến năm 263, nhà Tấn thành lập, về sau mất phần đất phía bắc Trung Quốc vào tay các tộc Hồ. Nghiệp Thành là kinh đô của các nước Hậu Triệu (319–351), Tiền Yên (337–370), Nhiễm Ngụy (350–352), Đông Ngụy (534–550) và Bắc Tề (550–577).
Năm 334, Thạch Hổ cướp ngôi Thạch Hoằng, trở thành hoàng đế nhà Hậu Triệu. Ông huy động đến 400.000 người để xây dựng các công trình ở tân đô Nghiệp Thành và Trường An, Lạc Dương. Cũng nhờ các công trình này, tam đài vốn bị hư hỏng nặng "đã được trang hoàng và tô điểm còn hơn đầu thời [Tào] Ngụy". Đài Đồng Tước được nâng lên thành 12 trượng, đỉnh che phủ bằng một đình hình tròn với "các xà nhà và rui liên kết", cao năm tầng, trên nóc gắn một bức điêu khắc chim đồng. Cả đài và đình cao 27 trượng. Đài Kim Hổ đã bị đổi tên thành đài Kim Phượng do kỵ húy với tên của Thạch Hổ.
Năm 558, vào thời Bắc Tề, 300.000 người đã được huy động để cải tạo tam đài, biến công trình trở nên "cao và hoành tráng" hơn bao giờ hết. Các đài cũng tiếp tục bị đổi tên vào giai đoạn này, trong đó Đồng Tước đổi thành Kim Phượng, Kim Hổ thành Thánh Ứng và Băng Tỉnh thành Sùng Quang. Sau khi bị Bắc Chu xâm lược vào năm 577, Bắc Tề nhanh chóng tan rã. Bắc Chu Vũ Đế đã ban hành "Hủy Triệt Tề Quốc Viên Đài Chiếu", lên án sự hoang phí của nước Tề và ra lệnh phá hủy các khu vườn ở Nghiệp cùng với tam đài.

### Về sau
Mặc dù Nghiệp Thành và các đài đã bị phá hủy, nền móng của tam đài vẫn còn tồn tại tới thời nhà Nguyên. Trên nền của đài Đồng Tước, người ta dựng lên một ngôi chùa Phật giáo tên Vĩnh Ninh, trong khi Đạo quán Động Tiêu được xây tại khu vực của đài Kim Hổ. Theo ghi nhận, đài Băng Tỉnh đã bị cuốn trôi theo sông Chương, khiến cho tam đài khuyết mất một góc. Ngày nay, sau nhiều thế kỷ chịu lũ lụt từ Chương giang, chỉ có đài Kim Hổ là còn có thể trông thấy. Đài Đồng Tước chỉ được xác định thông qua khảo cổ học. Nhiều người dân địa phương đã nhầm lẫn phần còn lại của đài Kim Hổ (hay đài Kim Phượng) thành đài Đồng Tước. Đài Kim Hổ hiện chỉ cao 12 mét.
Năm 1988, tàn tích của Nghiệp trở thành Địa điểm Lịch sử và Văn hóa Quan trọng được Bảo vệ Cấp Quốc gia (Trung Quốc). Khu vực tam đài (hiện nay về mặt hành chính thuộc làng Tam Đài, huyện Lâm Chương) đã được xây dựng thành một công viên rộng 20 kilômét vuông với kinh phí 75,62 triệu nhân dân tệ. Công viên bao gồm một bản tái hiện của tam đài, nền móng ban đầu của đài Kim Phượng, một bảo tàng trưng bày nhiều hiện vật khai quật cùng các địa điểm tưởng niệm Tào Tháo và thơ Kiến An.

## Trong thi ca

### Thơ Kiến An
Đài Đồng Tước đã bắt đầu xuất hiện trong thi ca không lâu sau khi hoàn thành. Năm 212, Tào Tháo mời các con Tào Phi và Tào Thực đến đài cùng sáng tác bài phú để đánh dấu sự kiện này. Trong khi thơ của Tháo và Phi chỉ còn sót lại vài phần, bài Đăng đài phú của Tào Thực vẫn tồn tại nguyên vẹn cho đến ngày nay. Việc ba người họ Tào, vốn đứng đầu trong số các nhà thơ thời kỳ Kiến An (196–220), tất cả đều viết về đài Đồng Tước đã củng cố vị thế của nó trong trí tưởng tượng của thơ ca thời kỳ này. Sắc điệu ca ngợi mà Tào Phi và Tào Thực sử dụng góp phần giúp tòa đài được xem như một biểu tượng cho sự thành công, tham vọng của Tào Tháo.

### Đồng Tước nghiễn
Vào thời nhà Đường, giới sĩ phu bắt đầu thu thập những viên ngói được cho là từ đài Đồng Tước và biến chúng thành nghiên mực. Những cái nghiên này gọi là Đồng Tước nghiễn. Chúng được săn đón đến mức vào thời nhà Tống, người dân địa phương bắt đầu làm giả ngói đài Đồng Tước bằng khuôn và chôn xuống đất trước khi làm thành nghiên mực để bán kiếm lời. Theo một nguồn cho biết, ngói đài Đồng Tước được làm từ đất sét lọc bằng vải lanh mịn sau đó trộn với dầu óc chó, vì vậy nghiên mực làm từ những viên ngói này "có thể giữ nước trong nhiều ngày mà không bị khô". Một số khác mô tả nước sẽ khô ngay sau khi đổ vào nghiên mực và tuyên bố rằng Đồng Tước nghiễn không thể sử dụng được, chúng "không khác gì viên ngói hay gạch vỡ bình thường".
Dù không xác thực được thật giả hay khả năng sử dụng, Đồng Tước nghiễn vẫn được trao đổi như một món quà trong giới sĩ phu. Bên nhận sẽ viết thơ bày tỏ lòng cảm ơn và bài luận đánh giá hiện vật, đôi khi còn khắc chữ lên nghiên mực. Điều này dẫn đến một khối lượng lớn thơ ca thời nhà Tống về chủ đề Đồng Tước nghiễn, coi những viên ngói như phép ẩn dụ để thi sĩ có thể nhớ lại Nghiệp Thành năm xưa và chủ cũ của nó là Tào Tháo.

## Trong văn chương
Thời nhà Nguyên, phần lớn mọi người đều xem Tào Tháo là một bạo chúa phóng đãng còn đài Đồng Tước của ông là cung điện khoái lạc. Sách Tam quốc chí bình thoại trình bày chi tiết về mối quan hệ mà Đỗ Mục tạo ra giữa Tào Tháo và hai chị em họ Kiều như sau: Trước khi bắt đầu trận Xích Bích, Gia Cát Lượng xúi Chu Du gây chiến với Tào Tháo. Lượng nói rằng Tào Tháo đang tìm kiếm những mỹ nhân để lấp đầy đài Đồng Tước. Nếu Chu Du không hành động, chính phu nhân Tiểu Kiều của ông sẽ bị bắt về đó. Cũng cần lưu ý rằng đài Đồng Tước trong câu chuyện này được mô tả là nằm ở Trường An thay vì Nghiệp.
Tiểu thuyết thời nhà Minh Tam quốc diễn nghĩa của nhà văn La Quán Trung đã kết hợp các truyền thống lịch sử, văn học và dân gian thành một câu chuyện duy nhất. Ở hồi 34, có một con chim bằng đồng phát sáng được đào lên từ lòng đất sau khi Tào Tháo chinh phục miền bắc Trung Quốc. Mưu sĩ của Tào Tháo là Tuân Du giải thích rằng đó là điềm lành gợi nhớ đến các vị vua hiền triết thời xưa. Tháo thấy vậy liền giao Tào Thực xây dựng đài Đồng Tước ở Nghiệp Thành, bao quanh bởi hai tòa nhỏ hơn gọi là Ngọc Long và Kim Phượng. Ở hồi 44, Gia Cát Lượng khiêu khích Chu Du bằng cách sửa lại lời (đoạn in đậm) bài Đăng đài phú của Tào Thực như sau:
| 立雙臺於左右兮 有玉龍與金鳳 攬二喬於東南兮 樂朝夕之與共 俯皇都之宏麗兮 瞰雲霞之浮動 | Hai bên tả hữu hai đài: Ngọc Long, Kim Phượng sáng ngời ánh dương. Tìm hai Kiều nam phương về sống, Vui cùng nhau giấc mộng hồi xuân. Ngồi cao nhìn xuống cõi trần, Đế đô mây ráng xoay vần nổi trôi... |
|                                                                                     | —Tử Vi Lang dịch |

Kết quả, Chu Du nổi giận thề sẽ đánh Tào Tháo, cuối cùng đánh bại quân Tào ở trận Xích Bích (208). Theo chính sử, trận chiến này diễn ra hai năm trước khi hoàn thành đài Đồng Tước, và bài thơ của Tào Thực được viết hai năm sau khi Chu Du qua đời. Tuy vậy, câu chuyện về đài Đồng Tước và hai chị em họ Kiều vẫn tồn tại trong tâm thức của nhiều thế hệ.

## Trong văn hóa đại chúng
Ngày nay, đài Đồng Tước vẫn đóng vai trò như một chủ đề trong các tác phẩm truyền thông về Tam quốc liên quan đến Tào Tháo, từ vở kịch lịch sử đến trò chơi điện tử. Năm 2012, đài Đồng Tước trở thành bối cảnh cho bộ phim Trung Quốc Đồng Tước Đài, mô tả những nỗ lực hư cấu nhằm lấy mạng Tào Tháo tại tòa đài cùng tên.

### Trích dẫn
- Tử Vi Lang; La, Quán Trung (1972). Tam quốc chí diễn nghĩa – Tập IV. Á Châu.
- Cutter, Robert Joe (1984). "Cao Zhi's (192-232) Symposium Poems". Chinese Literature: Essays, Articles, Reviews. 6 (1/2): 1–32. doi:10.2307/823444. ISSN 0161-9705. JSTOR 823444.
- de Crespigny, Rafe (2010). Imperial warlord : a biography of Cao Cao 155-220 AD. Leiden Boston: Brill. ISBN 978-90-04-18522-7.
- Owen, Stephen (1986). Remembrances : the experience of the past in classical Chinese literature. Cambridge, Mass.: Harvard University Press. ISBN 0-674-76015-8. OCLC 12342425.
- Plaks, Andrew H. (1987). The Four Masterworks of the Ming Novel: Ssu ta ch'i-shu (bằng tiếng Anh). Princeton University Press. ISBN 978-1-4008-4393-0.
- Điền, Hiểu Phi (2018). The Halberd at Red Cliff: Jian'an and the Three Kingdoms. Cambridge, Massachusetts: Harvard University Asia Center. ISBN 978-1-68417-092-0. OCLC 1153560051.
- Tsao, Joanne (2020). The city of Ye in the Chinese literary landscape. Leiden Boston: Brill. ISBN 978-90-04-42014-4. OCLC 1141200097.